# Koksilah (fiume)

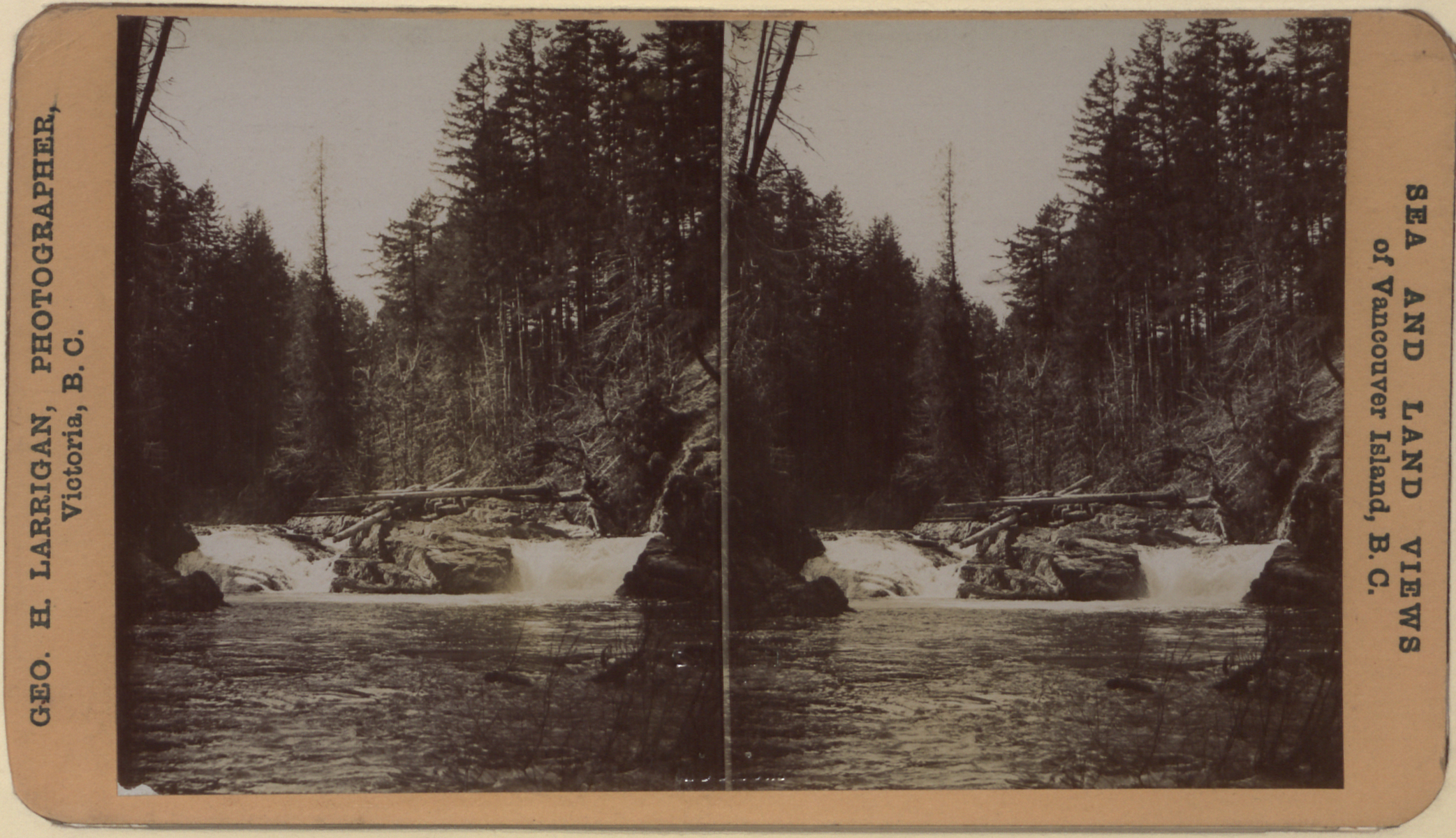
Koksilah River Falls, stereoscopic pair, 1901, George Henry Larrigan.

Il fiume Koksilah, in inglese Koksilah River, è un fiume sull'Isola di Vancouver, Columbia Britannica, Canada, che scorre a Nord-Est entrando nella Cowichan Bay appena a Sud-Est della città di Duncan.  Parte del fiume si trova nell'area protetta del Koksilah River Provincial Park. La comunità di Koksilah, che è appena a Sud-Est di Duncan, prende il nome da questo fiume.

## Origine del nome
Il nome deriva da quello che aveva dato il popolo Hwulqwselu, uno dei gruppi oggi rappresentati dal governo della banda Cowichan Tribes. Tradotto da xwilkw' sale, una prola Hunquminum che significa "posto che ha ostacoli", esso fa riferimento a un recinto. Infatti, un colono negli anni 1880, Jonathan Elliott del Devonshire, aveva sposato la figlia del capo. Come da costume dei nativi americani, altri si sono stabiliti vicino a lui, spingendolo a costruire un recinto di separazione. I resti del recinto sono rimasti e sono diventati il nome della comunità e delle persone.  Un'altra interpretazione del significato, data da un membro della banda Tzouhalem nel 1959, è "risalendo il fiume".